# Aeschremon bahrlutalis
Aeschremon bahrlutalis is een vlinder uit de familie van de grasmotten (Crambidae), uit de onderfamilie van de Odontiinae. De wetenschappelijke naam van deze soort is voor het eerst voorgesteld door Hans Georg Amsel in een publicatie uit 1955.
De soort komt voor in Palestina.